# もも子、かえるの歌がきこえるよ。
『もも子、かえるの歌がきこえるよ。』（ももこ、かえるのうたがきこえるよ）は、2003年に公開された日本のアニメーション映画である。原作は星あかりの児童向け小説「もも子・ぼくの妹」。養護学校の教師である作者の実体験をもとに書かれている。

## あらすじ
倉本もも子は知的障害と身体障害があり、常に酸素ボンベで呼吸しながら特別支援学校に通っている。もも子は「お兄ちゃんだけ小学校へ行って、ずるい!」と駄々をこね、双子の兄・力（りき）を困らせていた。ある日、授業参観に訪れたもも子を成績優秀なクラスメイト・竜二が馬鹿にしたため、力は激怒して彼を殴ってしまう。力はもも子の病気のために我慢を強いられ苛立っていたが、死への不安と戦いながら闘病生活を送る彼女を見て考えを改め、支えることを決心する。
ほどなくして支援学校との交流で力の小学校にもも子が来る。最後まで諦めず課題に取り組むもも子のひたむきさにクラスメイトも心を開いていくが、もも子の容体は日に日に悪化していくばかりだった。
数日後、運動会のクラス対抗リレーに出ることになった力はもも子に「必ず一等を取るから元気になってくれ」と約束する。竜二は相変わらずもも子を見下すが、病気に苦しむ彼女を目の当たりにして力と和解し、父の反対を押し切ってリレーに出場。もも子への想いを胸に優勝した力達だが、もも子の容体が急変し、幼くして息を引き取ってしまった。竜二を含めたクラスメイト達はもも子の好きなかえるの合唱で彼女を見送る。

## 登場人物
倉本もも子
声 - 間宮くるみ
身体障害と軽度の知的障害を抱えた特別支援学校の小学部四年生。幼稚園の頃に筋萎縮症を発症し、酸素ボンベが欠かせない生活を余儀なくされている。性格は天真爛漫で心優しいが、闘病中は精神的に不安定になることも多い。
童謡・かえるの合唱を好んで聴く。支援学校のクラスではまとめ役を担い、自分よりも重い障害の後輩やクラスメイトを気遣っていた。兄の力を羨ましく思い、彼の通う小学校へ交流授業に参加する。初めは竜二を含む一般学級のクラスメイトからの理解を得られなかったが、力の尽力もあってクラスにとって不可欠な存在となっていく。
倉本力
声 - 内山昂輝
本作の主人公でもも子の双子の兄。もも子のことを疎ましく思っていたが、支援学校のクラスメイトとの関わりやもも子のひたむきさに触れていくうちに考えを改め、苦悩を受け入れ寄り添うようになる。
北竜二
声 - 大石治人
力のクラスメイトで学年一の秀才。当初はプライドが高く世間体を気にする嫌味な性格で、年齢に反して幼さが目立つもも子を馬鹿にして力と対立していた。しかし運動会直前に力の頼みでもも子の見舞いに訪れたことをきっかけにそれまで渋っていたクラス対抗リレーに率先して参加し、最終的に暴言を力に詫びて和解する。もも子の危篤を知った際は真っ先に力の後を追った。
北宏一
声 - 内田直哉
竜二の父。世間体と学業を第一に考え、それ以外のことにはほとんど興味を示さない厳格な人物。竜二もその思想に従順ではあったが、もも子との関わりを通じクラスに協力的になった彼に論破された。
黒木
声 - 伊藤健太郎
力の担任で、通称は「ゴジラ先生」。屈強な体格で、良識的な人物。竜二との諍いの帰りに真相を話せず罪を被った力に激励の言葉をかけたり、支援学校との交流を通じて教科の成績よりも大切なことを教え子たちに身につけてほしいと願っている。
上野たまき
声 - 野口清香
吉田健太
声 - 村上想太
浜美香
声 - 伊宮理恵
聖治の母
声 - 幸田夏穂
礼子（文也の母）
声 - 水谷優子
里美の母
声 - 大島加代子
倉本昌之
声 - 山野井仁
もも子と力の父親。
倉本由江
声 - 伊藤つかさ
もも子と力の母親。
一樹
声 - 遠藤優斗
秀雄
声 - 上野容
吉沢先生
声 - 安原聡美
支援学校の先生。
教頭先生
声 - 安斎龍太
校長先生
声 - 木村雅史

## スタッフ
- 企画・製作：桂壮三郎
- 原作：星あかり「もも子・ぼくの妹」より／大日本図書・刊
- 監督：四分一節子
- 脚本：小出一巳、末永光代
- 音楽：大島ミチル
- キャラクターデザイン：四分一節子、小林ゆかり
- 総作画監督：小林ゆかり
- 美術監督：小林七郎
- 撮影監督：岡崎英夫
- アニメーション演出：棚橋一徳
- 制作プロデューサー：出﨑哲
- クリエイティブ・プロデューサー：小出一巳
- 音響監督：清水勝則
- 音楽プロデューサー：安東義史
- 音楽スタジオ：AMGスタジオ
- アニメーション制作：マジックバス
- 製作：映画「もも子」製作委員会（ゴーゴービジュアル企画、マジックバス、アミューズメントメディア総合学院、共同映画、パナソニック映像）
- 主題歌：「ナチュラル」（歌：菅野友香、作詞：麻生香太郎、作曲：大島ミチル）
- 制作協力：加古川市、加古川市教育委員会、加古川市立加古川養護学校、加古川市民病院、加古川市立上荘小学校、加古川おやこ劇場